# 小川専助

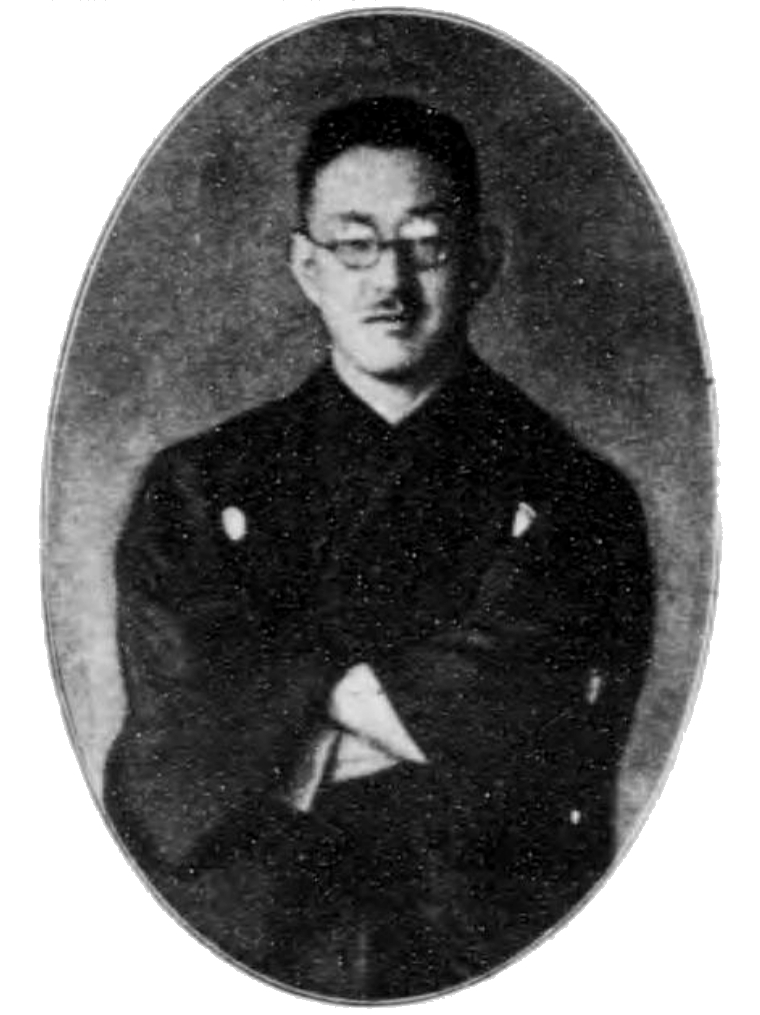
小川専助（四代目）

小川 専助（おがわ せんすけ、1889年 - 没年不詳）は日本橋葺屋町の鼈甲珊瑚問屋。江戸末期から昭和初期頃まで四代続いており、本項では四代目専助に関する記述を主とする。日本橋堺町の呉服太物商・小川専之助（二代目）はこの実弟にあたる。

## 四代目
東京は日本橋堺町の呉服商、小川屋・小川専之助（1867年生）の長男・専太郎として1889年（明治22年）2月14日に生まれる。弟に萬次郎と道之助、妹に美禰（みね）、ふさ、艶、歌、壽恵子、春子あり。京華中学校を経て京華商業学校を卒業。小川家の本家である伯父・専助の家に子が無かった為、養嫡子として迎えられる。早稲田大学商科へ進学したがこれを中途退学し、養父についてその業を見習った。1917年（大正6年）1月の先代死去をもって日本橋葺屋町にある鼈甲珊瑚問屋の小川屋と四代目・専助の名を継ぐと、同年秋に東京湾での台風被害に対し金五百円を寄付し、賞勲局より銀杯一箇を賜る。その翌年には恩寵財団済生会へ金壱万円を寄付して1921年（大正10年）に紺綬褒章を受章。後に洋品雑貨、化粧品商も兼ねた。1938年（昭和13年）筑紫商事株式会社の取締役に就任。東京鼈甲問屋組合長のほか、日本橋女学館理事、日本橋自動車協会会長も務めた。
妻・とき（柿沼谷蔵三女）との間に子は無く、養子も取らなかった。また邦楽を嗜みその普及発展のため援助を惜しまず、謡曲は梅若流、清元は清元延寿太夫に学び、長唄は吉住小三郎門下の吉住小三榮に、小唄は田村てるに師事。専助は石川光明が遺した最後の作品、聖徳太子御像と翁面丸額を所持していたが、1923年（大正12年）9月の関東大震災で焼失している。

## 三代目

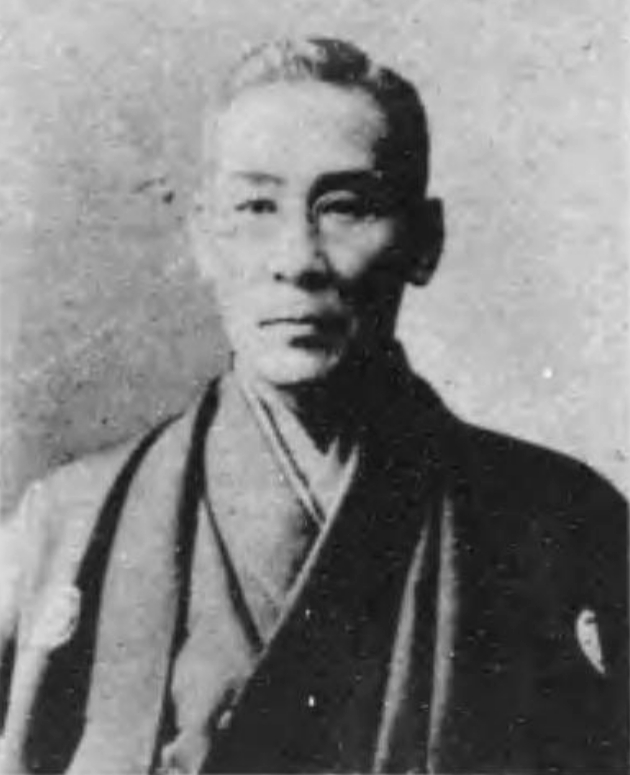
小川専助（三代目）

1860年（万延元年9月10日）に東京府の内野新兵衛の弟・和吉として生まれる。1882年（明治15年）8月に二代目・専助の養子となり、1899年（明治32年）に先代が亡くなると家督を相続し三代目・専助の名を継いだ。1915年（大正4年）財団法人日本橋女学館の設立に際し理事を務める。1917年（大正6年）1月21日、急性肺炎により死去。妻は東京の深野國太郎長女で鈴木徳三郎養女のすず（1870年1月生）。

## 初代及び二代目
初代専助は三河国の出身。江戸へ出て鼈甲商を営んだ。二代目専助もまた三河国の生まれ。実父に連れられ江戸に来ると成長とともにその商才を現し、初代に請われ養嫡子となる。幕末に銀座一丁目で小間物屋を開いたが、1872年4月（明治5年2月）に起きた銀座大火で店は焼失。日本橋葺屋町に店を再建し、以来小川屋と称した。二代目専助は開港すぐの頃より横浜に通い、支那商人より琥珀を一手に輸入。その後の琥珀流行により大きな利益を得ている。妻・せんは東京府・四方平吉の養姉で1844年12月（または1845年1月、弘化元年11月）の生まれ。
記録ではセルロイドが日本に初めて入って来たのは1877年（明治10年）の神戸であり、翌1878年（明治11年）横浜の二十八番館に同じような赤色の見本品が来た際にこれを買取ったのが小川専助である。加工法が不明のため京橋区の鼈甲職人・小蝶六三郎に依頼。珊瑚球のような品を造ろうと試み、球状にすることは容易だったが艶出しが難しく商品化できなかった。

## 家族・親族
四代目小川専助から見た関係性。
- 父・専之助は1867年2月1日（慶応2年12月27日）生まれ[注 4]。1907年（明治40年）に発足した東京呉服太物商同業組合創設者の一人で、同組合の評議員を務めた[注 5]。1905年（明治38年）には日露戦争の際の金一千円献納に対し銀杯一個を下賜される[19]。1918年（大正7年）6月には親戚筋の越後屋・永井甚右衛門らと共に資本金五十万円で東京染織株式会社を設立。同社取締役に就任[20]するも、およそ一年半後の1920年（大正9年）1月2日に死去した。
- 父の後妻・とら（1872年8月生）は有馬組十三代・森清右衛門の養女[注 6]で、1903年（明治36年）までに婚姻[23]。専太郎と萬次郎共にとらとの間に血縁関係は無い。森清右衛門は飛行家として著名なバロン滋野の実妹・足子も養女とし、葛原猪平に嫁がせている。
- 妻・とき（1893年12月生）は御茶の水高等女学校の出身で、日本橋小網町で紡績糸問屋を営む柿沼谷蔵の三女。ときの兄・柿沼正治郞は第一ホテル創業者である土屋計左右[注 7]の妹・カイを妻とし、ときの姉・せきは西武鉄道の取締役などを務めた諸井四郎を夫とした。

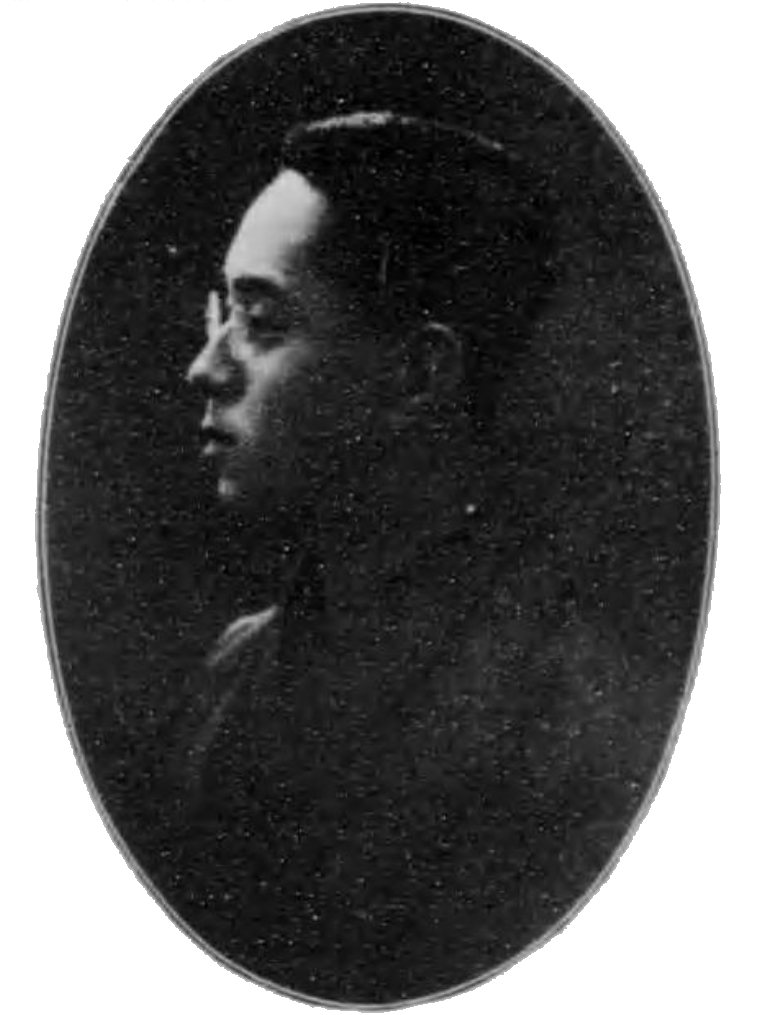
小川専之助（四代目専助弟）

- 弟の萬次郎（1890年7月生）は京華商業学校[7]を卒業すると、1910年（明治43年）に貿易商社の野澤組へ入り横浜支店で外人係として一年半ほど勤務[24]。金子君子を妻とし、1916年（大正5年）6月に長女・芳子を授かる[25]。1920年（大正9年）1月に父が死去すると萬次郎は専之助と名を改め満29歳で家督及び小川屋（呉服太物商）を相続。本家へ養子に入った兄に代わり弟妹を養った。同年2月に東京染織の取締役に就任[26]。父の後継として東京呉服太物商同業組合に入り副組長も務めたが、1926年（大正15年）に小川屋を廃業。1929年（昭和4年）11月には内外煙草材料株式会社の代表取締役[27]に就任し、1934年（昭和9年）1月31日、満43歳の若さでこの世を去った[28]。
- 萬次郎の妻・君子（1895年生）は日本橋本石町で鼈甲商・小間物商を営む武蔵屋・金子傳八[29]の三女で、二代目・田中長兵衛の姪にあたる[注 8]。日本橋高等女学校を出て小川家に嫁いだ[注 9]。
- 君子の妹・花子は釜石製鉄所の初代所長・横山久太郎の養女となり、渋沢家出身の建築家・虎雄を入婿とした。君子の長姉・千代子の夫は大倉金庫店の萩原仙之助[33][34]であり、次姉・染子は前述の釜石製鉄所で次長を務めた中田義算[35]に嫁いだが、昭和初期に早世[36]。
- 妹・ふさ（房、1899年7月生）は日本橋の呉服太物商・稲村源助[37]に嫁いだ[注 10]。